# Castillo Gaillard
El Castillo Gaillard o Castillo Gallardo en español (en francés: Château Gaillard) es una fortaleza medieval, en ruinas, que se alza sobre un acantilado y se halla situada en el centro del Vexin normando, a 100 kilómetros de París, en el municipio de Les Andelys (Eure). Constituye una parte de la historia de Francia que domina el valle del Sena. El castillo Gaillard tiene más de 800 años y su construcción tuvo un coste aproximado de 50.000 libras.

## Descripción

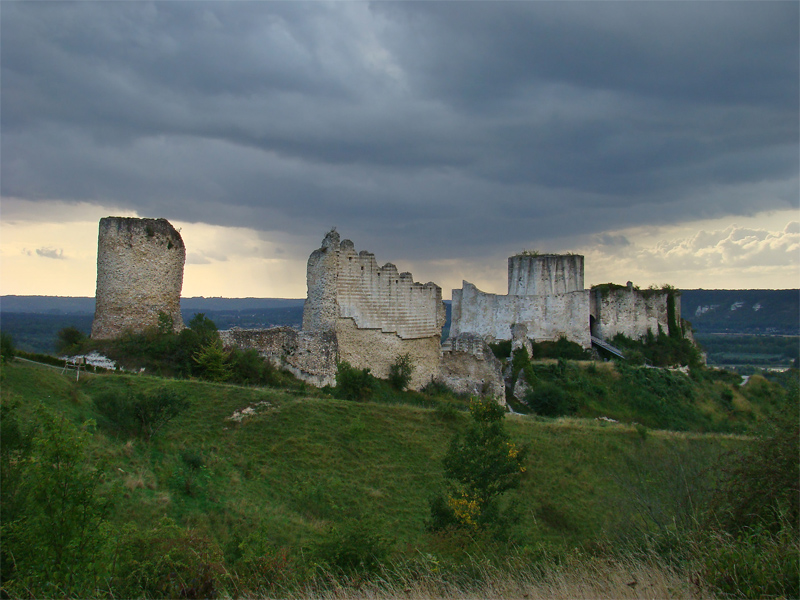
El Castillo Gaillard.

La construcción, llevada a cabo por Ricardo Corazón de León, sobrepasa, con mucho, la fortaleza que puede verse en la actualidad, y bloqueó, literalmente, el río. Sobre la meseta se encontraba un conjunto de puestos avanzados y plazas fuertes sobre montículos con fosos; en el valle, una zona pantanosa entre las dos aldeas fortificadas de Andelys; en la otra orilla, una red de circunvalaciones, y sobre el río, protegida por una isla fortificada, una trama de cadenas impedía el paso de los barcos. En el centro, un puesto de observación magnífico e impenetrable: el Castillo Gaillard. El conjunto estaba pensado para cerrar el meandro del Sena, en caso de peligro, en su curso hacia Ruan. El acceso al castillo a través de la meseta quedaba protegido por el cerro de Cléry.
La construcción del castillo de la Roche se realizó en menos de dos años y en 1197 se terminó la obra; su arquitectura original se vio influenciada por los castillos sirios que Ricardo había conocido durante las cruzadas, resultando muy moderno para la época: la muralla festoneada evitaba los impactos de los proyectiles en las paredes y el torreón, protegido por un espolón en su base, estaba dispuesto para repeler el ataque.
Debido a las armas utilizadas en esa época, el castillo no estaba situado en la parte más alta: Ricardo hizo construir, por tanto, una estructura de defensa alrededor del cerro de Cléry para protegerlo. Tres fosos de 120 metros (20 metros sobre el nivel del Sena) fueron excavados en el suelo calcáreo, así como numerosas cuevas destinadas a guardar todo aquello que fuera necesario (alimentos) para soportar un asedio. Resumiendo, es una fortaleza casi inexpugnable.

## Historia

### Contexto: Normandía a finales delsigloXII
Ricardo I de Inglaterra, llamado Ricardo Corazón de León, se alzó, con la ayuda de Felipe Augusto, contra su padre, el rey Enrique II de Inglaterra (que murió en 1188) y heredó la corona de este último. De inmediato rompió la alianza con el rey de Francia y se marchó a Tierra Santa. Cuando regresó a Inglaterra, emprendió con gran energía una lucha singular a fin de recuperar su supremacía en la frontera oriental de su Ducado de Normandía. Tras derrotar a la armada de los Capetos en Vendôme, aprovechó la tregua impuesta por el Papa para terminar, en un tiempo récord, la construcción del castillo que había comenzado en 1196 y que se acabó un año después.

### Origen del nombre
Una leyenda dice que, cuando el castillo estuvo finalizado, Ricardo Corazón de León lo miró y no pudo exclamar más que ¡Ah! ¡Qué castillo tan gallardo!. Gaillard, en francés, se castellanizó a gallardo.

### El asedio del Castillo Gaillard

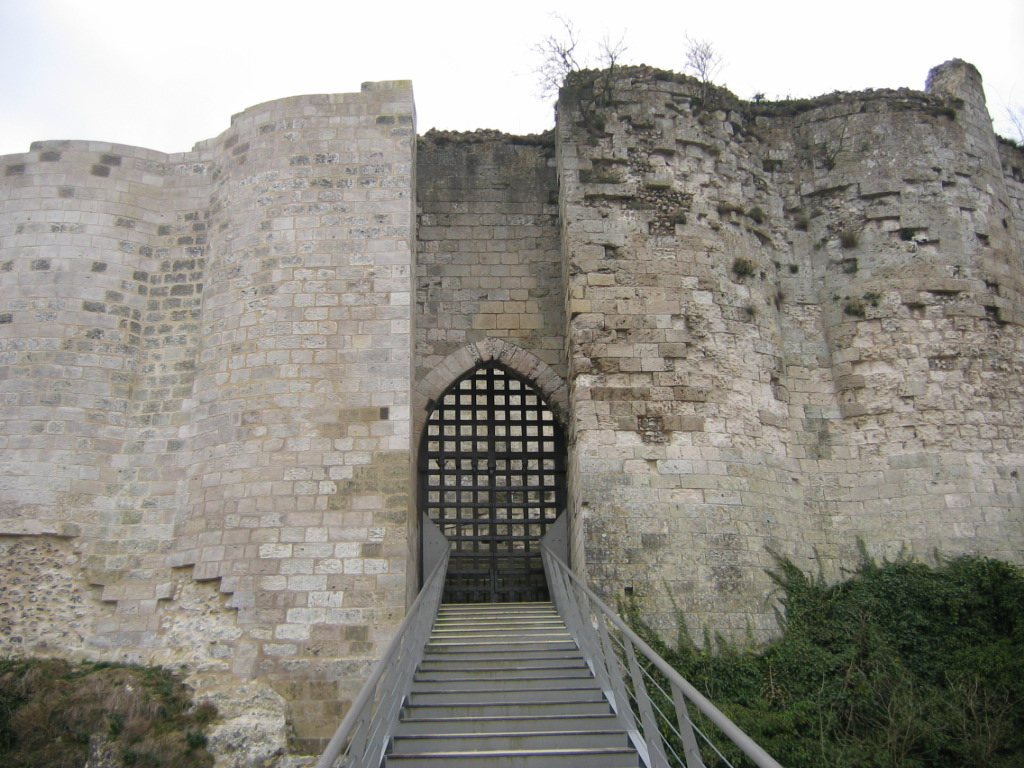
Puerta fortificada del castillo.

Después de morir Ricardo en abril de 1199, su hermano Juan sin Tierra le sucedió en el trono del ducado. Juan firmó un tratado de paz con el rey de Francia el 22 de mayo de 1200, conocido con el nombre de Tratado de Goulet. Dicha paz se rompió en 1202 y Felipe Augusto atacó el ducado de Normandía y puso sitio al Castillo Gaillard con seis mil hombres el 10 de agosto de 1203. Tras apoderarse del castillo de la isla y del Petit-Andely, impidió la llegada de alimentos para la guarnición y los pobladores que se hallaban en el interior del mismo.
Los ancianos, las mujeres y los niños del Petit-Andely que se habían refugiado en el castillo, fueron apresados en diciembre. Los franceses asediantes los devolvieron. Amontonados en el segundo recinto, murieron de hambre; siniestro cuadro pintado por Tattegrain. Roger de Lascy, jefe de la guarnición, repelió los asaltos, los ataques y los incendios que se sucedieron durante siete meses, y no se rindió hasta que el hambre les acució y tras haber perdido las tres cuartas partes de sus tropas.
Cansado de la resistencia de los soldados anglo-normandos, el rey Felipe Augusto dio el último asalto tras siete meses de asedio y se apoderó, sucesivamente, de todos los elementos de la fortaleza. La leyenda popular mantiene que los franceses entraron por las letrinas. Sin embargo, parece ser que se introdujeron pasando por una de las ventanas bajas que Juan sin Tierra había hecho construir (para su desgracia) en la capilla. La guarnición se rindió el 6 de marzo de 1204, dejando el campo libre al rey de Francia para culminar la conquista del ducado de Normandía, del que se adueñó en junio de 1204.

### Los Reyes Malditos
Al pie del torreón del norte, una escalera conduce a una gran celda. En este subterráneo, afirma el historiador Édouard Gachot, fue encerrada Margarita de Borgoña, la esposa adúltera de Luis X de Francia, el 18 de junio de 1314. Estrangulada con sus propios cabellos el 15 de agosto de 1315, su cuerpo fue llevado la noche siguiente al cementerio de los Cordeliers de Vernon. Dos de las nueras de Felipe IV de Francia fueron encerradas en el Castillo Gaillard después de ocurrido el escándalo de la torre de Nesle: Margarita, que murió, y Blanca, esposa de Carlos IV de Francia, que fue autorizada a retirarse a un convento: Juana de Borgoña, esposa de Felipe V de Francia, fue encarcelada durante un tiempo en Dourdan; liberada después, fue la única que se convirtió en reina de Francia en 1316.

### Guerra de los Cien Años

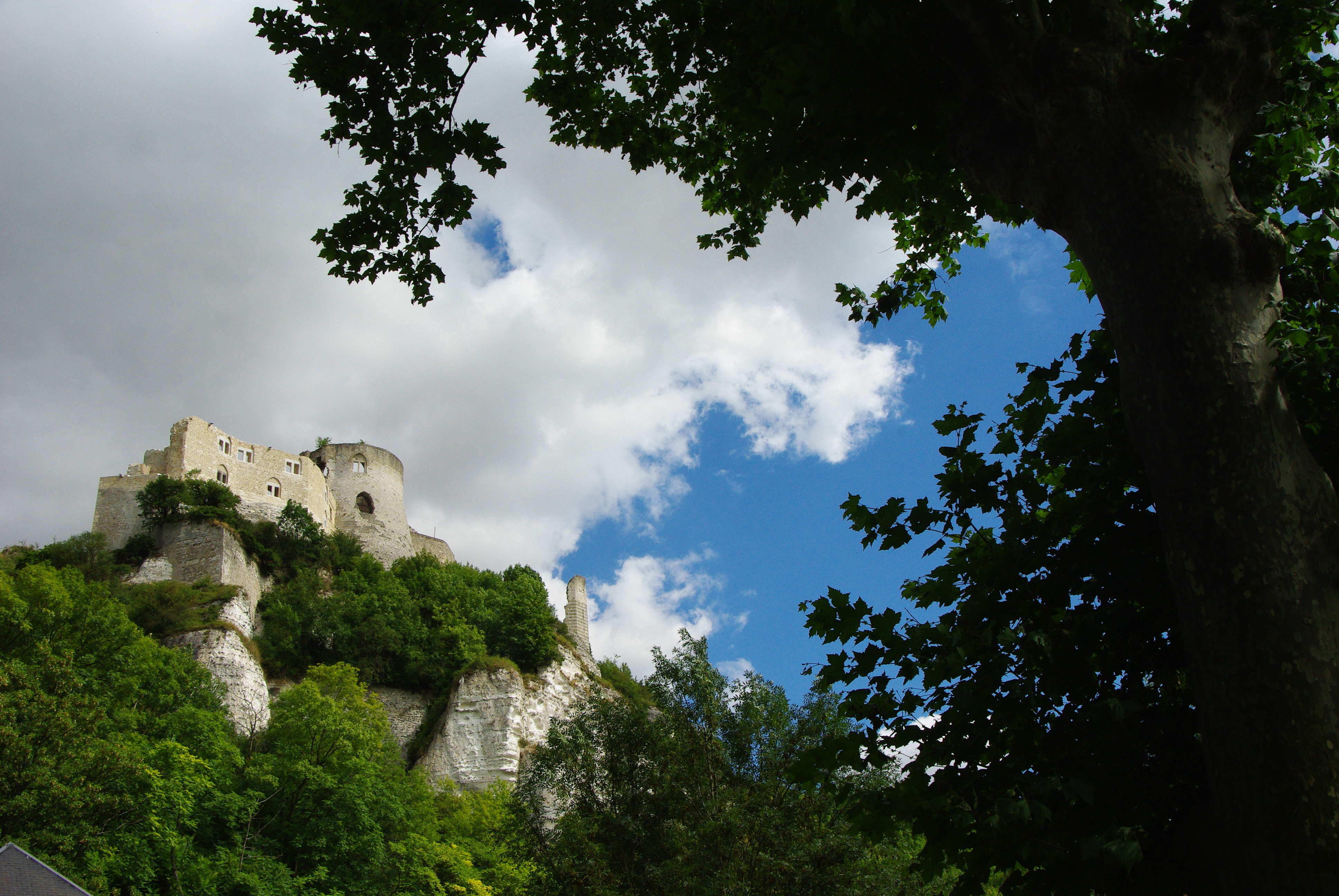
El castillo visto desde el río Sena.

Durante la Guerra de los Cien Años, Carlos II de Navarra fue encarcelado en el castillo por orden de Juan II de Francia y se evadió el 9 de noviembre de 1357.
Durante este conflicto, el Castillo Gaillard sufrió varios asedios. En 1417, pasó a poder de los ingleses después de dieciséis meses de asedio. La Hire, compañero de Juana de Arco, se refugió en él en 1429. En 1430, la fortaleza volvió a estar controlada por los ingleses. En 1449 Carlos VII de Francia tomó de nuevo posesión de la misma.

### Época moderna
Tras el último asedio llevado a cabo por Enrique IV de Francia, comenzó el desmantelamiento de la fortaleza ordenado por decisión real y fue confiado a los religiosos de Andelys (capuchinos y penitentes). La demolición quedó interrumpida en 1611, y se recomenzó durante el mandato de Richelieu.
En 1862, las ruinas del Castillo Gaillard fueron clasificadas como Monumento histórico de Francia.